# Анапест
Анапест (на гръцки: ἀνάπαιστος, „обърнат назад“) в силаботоническото стихосложение е трисрична ритмическа стъпка с ударение на третата крайна сричка. Този размер е напевен и притежава динамичен, у̀дарен завършек, често може да се види използван в стихотворения, изпълнени с напрежение и енергия.
Според броя на стъпките в отделния стих, анапестът бива двустъпен, тристъпен, четиристъпен, петостъпен и в редки случаи с шест и повече стъпки.
Пример за двустъпен анапест
О, неволя – да крееш,

на неволите раб,

да възпламваш и тлееш -

ту всесилен, ту слаб.

Като воин в тъмница,

да не можеш – пленен,

да развърнеш десница

в гняв безумно-свещен.

 Из „В тъмница“, Димчо Дебелянов
Друго значение
В метрическото стихосложение на античната литература анапест е трисрична ритмическа стъпка, състояща се от две начални кратки гласни и една дълга гласна (∪∪—). Използван е от старогръцкия поет Тиртей за неговите маршови песни.